# Yūgure (1934)
Pour les autres navires du même nom, voir Yūgure (destroyer).
Le Yūgure (夕暮) était un destroyer de classe Hatsuharu en service dans la Marine impériale japonaise pendant la Seconde Guerre mondiale.

## Historique
Au moment de l'attaque de Pearl Harbor, le Yūgure rejoint la 27e division du 1er escadron de destroyers (1re flotte), en compagnie de ses navires jumeaux Shiratsuyu, Shigure et Ariake, tout en étant basé à Hashirajima, dans les eaux territoriales japonaises, affecté aux patrouilles de lutte anti-sous-marine.
En janvier 1942, il escorte les porte-avions Hiryū et Sōryū à Palau et à Ambon lors de l'invasion des Indes orientales néerlandaises, participant au raid aérien de Darwin le 19 février 1942. Basé ensuite dans la baie de Staring (Sulawesi), il effectue des patrouilles d'escorte jusqu'à son retour à l'arsenal naval de Sasebo le 22 mars 1942. Fin avril, il se rend à Truk dans le cadre de l'escorte des porte-avions Shōkaku et Zuikaku, faisant partie de la force de l'amiral Takeo Takagi à la bataille de la mer de Corail. En mai, il escorte les croiseurs Myōkō et Haguro à Kure.
Pendant la bataille de Midway, il fait partie de l'escorte de la force de diversion des Aléoutiennes sous le commandement de l'amiral Shirō Takasu. Réattribuée à la 2e Flotte le 14 juillet, il rejoint temporairement la 4e Flotte lors d'une sortie de Truk à Jaluit le 20 août. Après avoir bombardé Nauru le 23 août, une équipe de débarquement du Yūgure occupe l'île dans le cadre de l'«opération RY» le 26 août, avant d'être relevée par une force de garnison le 30 août. Le destroyer est ensuite été affecté aux îles Salomon, participant à de nombreux Tokyo Express à travers les îles Salomon jusqu'en janvier 1943. Bien qu'elle n'ait pas participé à la première bataille navale de Guadalcanal, il participa néanmoins à des opérations de sauvetage de l'équipage du cuirassé Hiei.
Après un passage à Sasebo pour des réparations à la mi-janvier 1943, le Yūgure escorte un convoi de Tsingtao à Palau puis Wewak à la fin de février. De mars à mai, il effectue des missions d'escorte entre Truk, Wewak et Yokosuka. Il revient à Truk à la fin du mois, escortant l'Unyō, et revenant avec le cuirassé Musashi à la fin du mois de mai. Au début de juin, il effectue un aller-retour à Truk en escortant le Hiyō. Fin de juin, il escorte le Ryūhō de Yokosuka à Truk puis couvre des missions de transport de troupes pour Kolombangara.
Le 12 juillet 1943, le Yūgure participe à la bataille de Kolombangara, prenant part à la destruction du destroyer américain USS Gwin et aux coups au but des croiseurs USS Honolulu, USS St. Louis et HMNZS Achilles.
Quelques jours plus tard, dans la nuit du 19 juillet 1943, alors qu'il transportait des troupes pour Kolombanara, le Yūgure est bombardé et coulé par des Grumman TBF Avenger de l'United States Marine Corps basés à Guadalcanal, au nord-nord-ouest de Kolombangara, à la position géographique 7° 25′ S, 156° 45′ E. Le destroyer Kiyonami dépêché sur place repêche une vingtaine de survivants avant d'être coulé à son tour, ne laissant aucun survivants parmi la vingtaine d'hommes sauvés. Un seul membre d'équipage du Kiyonami survivra à l'attaque.